# Бухтін Олександр Миколайович
Олександр Миколайович Бухтін (5 січня 1956, місто Бєльці, тепер Молдова) — радянський діяч, бригадир слюсарів-складальників Бєльцького виробничого об'єднання «Молдсільмаш» Молдавської РСР. Член ЦК КПРС у 1990—1991 роках.

## Життєпис
У 1974 році закінчив середню школу-інтернат.
З 1974 по 1976 рік служив у Радянській армії.
У 1976—1978 роках — токар-розточувальник Бєльцького виробничого об'єднання імені Леніна.
У 1978—1982 роках — слюсар Бєльцького науково-виробничого об'єднання «Молдсільмаш».
Член КПРС з 1982 року.
З 1982 року — електрозварювальник, бригадир слюсарів-складальників Бєльцького виробничого об'єднання «Молдсільмаш» міста Бєльці Молдавської РСР.
Подальша доля невідома.